# Río Guadiatillo
Río Guadiatillo är ett vattendrag i Spanien.   Det ligger i provinsen Province of Córdoba och regionen Andalusien, i den södra delen av landet, 300 km söder om huvudstaden Madrid.